# Potanin Glacier
Potanin Glacier är en glaciär i Mongoliet.   Den ligger i provinsen Bajan-Ölgij, i den västra delen av landet, 1 400 km väster om huvudstaden Ulaanbaatar. Potanin Glacier ligger 3 324 meter över havet.
Terrängen runt Potanin Glacier är kuperad åt sydost, men åt nordväst är den bergig. Runt Potanin Glacier är det mycket glesbefolkat, med 2 invånare per kvadratkilometer. Det finns inga samhällen i närheten. Trakten runt Potanin Glacier består i huvudsak av gräsmarker.